# توروالد فنبرخ
توروالد فنبرخ (هلندی: Thorwald Veneberg؛ زادهٔ ۱۶ اکتبر ۱۹۷۷) دوچرخه‌سوار اهل هلند است.